# Музей воскових фігур (фільм)
«Музей воскових фігур» (англ. Waxwork) — американський комедійний фільм жахів, режисера Ентоні Гікокса.

## Сюжет
Невідомо звідки в місті з'являється музей воскових фігур, в якому зібрані найстрашніші монстри в історії містики: Дракула, маркіз Де Сад, Привид опери, Франкейштейн і багато інших. Зловісний хранитель музею запрошує групу школярів, на презентацію відкриття музею, яка повинна відбутися рівно опівночі. Прийшовши в музей, вони виявляють «неповноцінність» колекції — деяким восковим мініатюрам не вистачає героїв, які зображають жертв. А в місті, між тим, почали зникати люди.

## У ролях
- Зак Гелліган — Марк
- Дебора Формен — Сара
- Мішель Джонсон — Чайна
- Дена Ешбрук — Тоні
- Девід Ворнер — хранитель музею
- Міхалі «Мішу» Месзарос — Ганс
- Патрік Макні — Сер Вілфред
- Майлз О'Кіффі — Граф Дракула
- Дж. Кеннет Кемпбелл — Маркіз де Сад
- Джон Ріс-Девіс — Перевертень
- Дженніфер Бейссі — місіс Лофтмор
- Джо Бейкер — Дженкінс
- Ерік Браун — Джеймс
- Клер Кері — Гемма
- Баклі Норріс — лектор
- Міка Грант — Джонатан
- Джек Девід Волкер — Джуніор
- Ентоні Гікокс — англійський принц